# Zagórze (rejon samborski)
Zagórze (ukr. Загір'я) – wieś na Ukrainie w rejonie samborskim obwodu lwowskiego. Wiejska rada wsi Łukawica.